# Gare de Précy-sur-Oise
Gare de Précy-sur-Oise vasútállomás Franciaországban, Précy-sur-Oise településen.

## Vasútvonalak
Az állomást az alábbi vasútvonalak érintik:
- Pierrelaye-Creil-vasútvonal

## Kapcsolódó állomások
A vasútállomáshoz az alábbi állomások vannak a legközelebb:
- Gare de Saint-Leu-d'Esserent (Gare de Creil, Transilien H)
- Gare de Boran-sur-Oise (Paris Gare du Nord, Transilien H)